# Форкий (спутник)
Форкий (англ. Phorcys) — спутник у транснептунового объекта (65489) Кето.
Является объектом рассеянного диска. Средний диаметр составляет около 171 км, что всего на 23,3% меньше, чем у Кето. Форкий обращается на расстоянии 1,84 тыс. км от Кето.
Форкий был обнаружен 11 апреля 2006 года Китом Ноллом, Гарольдом Левисоном, Уиллом Гранди и Дениз Стивенс во время наблюдения с помощью космического телескопа Хаббл в 0,085 ± 0,002 угловых секунды от Кето, обнаруженного тремя годами ранее, с очевидной разницей в яркости 0,6m. Открытие было объявлено в августе 2006 года; спутник получил предварительное обозначение S/2006 (65489) 1.
23 ноября 2006 года, вместе с системами (42355) Тифон/Ехидна и (58534) Логос/Зоя, эти два тела были официально названы Международным астрономическим союзом (МАС) в честь древнего бога моря в греческой мифологии Форкия, сына Понта и Геи.